# Суперкубок України з волейболу серед чоловіків 2018
Суперкубок України з волейболу серед чоловіків 2018 — 3-й розіграш суперкубку України, в якому брали участь переможці чемпіонату та кубку України. Матч відбувся 22 вересня 2018 року. Вдруге поспіль володарем трофею став львівський ВК «Барком-Кажани».

## Регламент
Команди грають між собою один матч.

## Учасники турніру
| Команда         | Кваліфікувалася як                                                   | Попередній сезон        |
| --------------- | -------------------------------------------------------------------- | ----------------------- |
| «Барком-Кажани» | Переможець Суперліги 2017/18 / Кубку України 2017/18                 | Суперкубок України 2017 |
| «Новатор»       | Бронзовий призер Суперліги 2017/18/Півфіналіст Кубку України 2017/18 | Дебютант                |

## Матч
| 22 вересня 2018 | «Барком-Кажани» | 3:2 (19:25, 25:16, 25:18, 28:30, 15:11) | Новатор | Луцьк                          |  |
|                 |                 | [ Звіт]                                 |         | Стадіон: СК ОДЮСШ Глядачі: 580 |  |